# Chacuti

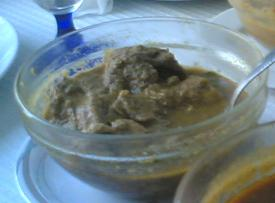
Chacuti con frango (gallina).

El chacuti es un plato de la cocina indo-portuguesa procedente de Goa, Damão y Diu, en lo que en otros tiempos fuera la India portuguesa (Estado Português da Índia). Se elabora por regla general con carne de gallina (frango) o de cordero. Algunas veces se denomina también xacuti.

## Características
El chacutí incluye a una gran variedad de ingredientes, tales como el coco (leche de coco), azafrán, cominos, clavo de olor, jengibre, pimentón, canela, pasta de almendras, ajo, pimienta negra, almendras malaguetas, culantros, mostaza en grano, caldo de carne, vinagre y sal. Es muy similar en apariencia a un curry.
La carne empleada en su elaboración se pica en pequeños trozos y se fríe en un fuego intenso, junto con los granos de mostaza, los ajos y la cebolla. La salsa se prepara aparte, con el caldo de carne, los restantes ingredientes se añaden al final del proceso a la carne. El resultado es un plato con textura de salsa muy espesa de color castaño y ligeramente picante.
- Datos: Q8042825